# Paramatachia decorata
Paramatachia decorata är en spindelart som beskrevs av Raymond Comte de Dalmas 1918. Paramatachia decorata ingår i släktet Paramatachia och familjen Desidae.
Artens utbredningsområde är Queensland. Inga underarter finns listade i Catalogue of Life.